# Massengräber in Podvelka
Auf dem Gebiet der Gemeinde Podvelka in Slowenien wurden bisher (Stand Februar 2024) insgesamt vier Massengräber in Lehen, Spodnja Kapla und Zgornja Kapla aus der Zeit um den Zweiten Weltkrieg gefunden.

## Lehen na Pohorju
In Lehen na Pohorju befindet sich ein Massengrab aus dem Zweiten Weltkrieg.
- Das Massengrab Lehen (slowenisch: Grobišče Lehen) liegt oberhalb des Urbanc-Hpfs, in Lehen na Pohorju Nr. 17. Es enthält die Überreste von acht slowenischen Zivilisten. Sie hatten versucht, sich einer örtlichen Partisaneneinheit anzuschließen, wurden jedoch der Spionage beschuldigt. Die Partisanen folterten und ermordeten die Opfer am 4. Januar 1944 und verbrannten ihre Körper. Die Einheimischen sammelten die Überreste und begruben sie im Wald über dem Haus.[1]

## Spodnja Kapla
In Spodnja Kapla befinden sich zwei Massengräber und ein nicht gekennzeichnetes Einzelgrab, die mit dem Zweiten Weltkrieg in Verbindung stehen. Sie alle enthalten die Überreste von Opfern, die im Mai 1945 von der Partisanenabteilung Jože Lacko ermordet wurden.
- Das Massengrab des Četrtnik-Kreuzes (Grobišče četrnikov križ) befindet sich auf dem Bauernhof Četrtnik im südlichen Teil der Siedlung. Es enthält die Überreste einer fünfköpfigen Familie aus Ruše, die ermordet wurde, weil das Familienoberhaupt im Verdacht stand, ein Informant zu sein.[2]

- Das Massengrab an der Breznik-Kapelle (Grobišče pri Breznikovi kapeli) liegt hinter einem Kapellen-Schrein etwa 250 Meter westlich des Breznik-Hofs (bei Spodnja Kapla Nr. 43). Es enthält die Überreste von sechs Menschen, die unter dem Verdacht, Informanten zu sein, ermordet wurden.[3]

- Das Sršen-Grab (Grobišče Sršenovo) – auch bekannt als Sršen-Hüttengrab (Grobišče Sršenova koča), Pekel-Grab (Grobišče Pekel) oder Spodnji Krampl-Grab (Grobisče Spodnji Krampl) – liegt etwa 150 Meter südwestlich des Hauses auf dem Bauernhof Spodnji Krampl (bei Spodnja Kapla Nr. 19). Es enthält die sterblichen Überreste eines Österreichers, der unter dem Verdacht der Spitzeltätigkeit ermordet wurde.[4]

## Zgornja Kapla
Zgornja Kapla ist der Standort von einem Massengrab und zwei nicht gekennzeichneten Einzelgräbern, die mit dem Zweiten Weltkrieg in Verbindung stehen. Alle Opfer wurden im Mai 1945 von der Partisanenabteilung Jože Lacko ermordet.
- Das Massengrab von Zgornji Pavlič (Grobišče Zgornji Pavlič) liegt im Wald etwa 100 Meter südlich des Bauernhofs Zgornji Pavlič (bei Zgornja Kapla Nr. 16). Es enthält die Überreste von etwa 45 ungarischen Zivilisten.[5]

- Das Pušnik-Kapellengrab (Grobišče pri Pušnikovi kapeli) liegt etwa 150 Meter nordöstlich des Kure-Hofes (Zgornja Kapla Nr. 65). Es enthält die sterblichen Überreste eines Slowenen, der aufgrund seiner Einberufung zum deutschen Militär ermordet wurde.[6]

- Das Grab Sršen 3 (Grobišče Sršen 3) liegt am Rande eines Waldes etwa 130 Meter (430 Fuß) unterhalb des verlassenen Bauernhofs Zgornja Kapla Nr. 57 und 200 Meter (660 Fuß) östlich der Stojan-Farm. Es enthält die Überreste einer Person, die unter dem Verdacht der Informantenschaft ermordet wurde.[7]